# Caleb Homesley
Caleb Homesley (Indian Trail, 27 novembre 1996) è un cestista statunitense.

## Statistiche

### College
| Anno      | Squadra        | PG  | PT | MP   | TC%  | 3P%  | TL%  | RP  | AP  | PRP | SP  | PP   |
| --------- | -------------- | --- | -- | ---- | ---- | ---- | ---- | --- | --- | --- | --- | ---- |
| 2015-2016 | Liberty Flames | 32  | 20 | 20,0 | 47,5 | 34,9 | 66,7 | 3,4 | 1,3 | 0,8 | 0,4 | 7,2  |
| 2016-2017 | Liberty Flames | 10  | 8  | 28,0 | 44,1 | 29,5 | 52,0 | 6,3 | 2,9 | 1,0 | 0,8 | 12,9 |
| 2017-2018 | Liberty Flames | 35  | 4  | 19,7 | 50,0 | 35,6 | 72,3 | 4,5 | 1,9 | 0,7 | 0,3 | 7,8  |
| 2018-2019 | Liberty Flames | 36  | 27 | 27,8 | 46,1 | 31,1 | 70,2 | 5,6 | 2,7 | 0,7 | 0,6 | 12,4 |
| 2019-2020 | Liberty Flames | 30  | 29 | 30,8 | 47,4 | 36,9 | 59,8 | 5,7 | 2,4 | 1,1 | 0,8 | 15,3 |
| Carriera  | Carriera       | 143 | 88 | 24,7 | 47,1 | 33,8 | 63,7 | 4,9 | 2,1 | 0,9 | 0,5 | 10,8 |

### Eurocup
| Anno      | Squadra        | PG | PT | MP   | TC%  | 3P%  | TL%  | RP  | AP  | PRP | SP  | PP   |
| --------- | -------------- | -- | -- | ---- | ---- | ---- | ---- | --- | --- | --- | --- | ---- |
| 2021-2022 | Amburgo Towers | 14 | 7  | 26,3 | 43,6 | 38,8 | 72,0 | 3,5 | 4,3 | 0,9 | 0,5 | 17,4 |
| Carriera  | Carriera       | 14 | 7  | 26,3 | 43,6 | 38,8 | 72,0 | 3,5 | 4,3 | 0,9 | 0,5 | 17,4 |

## Palmarès

### Squadra
- Supercoppa VTB United League: 1

Zenit San Pietroburgo: 2022

### Individuale
- All-Eurocup Second Team: 1

Amburgo: 2021-2022